# Grupo de Observadores Militares das Nações Unidas para Índia e Paquistão
O Grupo de Observadores Militares das Nações Unidas para Índia e Paquistão (também conhecido como UNMOGIP por sua sigla em inglês) é uma força internacional para monitorar o cessar-fogo entre a Índia e o Paquistão nos estados de Jammu e Caxemira, implantada desde 1949.
As Nações Unidas têm desempenhado um papel importante na manutenção da paz e da ordem em Jammu e Caxemira desde a transferência de poder para a Índia e independência do Paquistão em 1947. Imediatamente após a descolonização uma disputa eclodiu entre a Índia e o Paquistão sobre a questão da própria base da adesão de Jammu e Caxemira pelo governante. Nova Delhi levou o assunto à Organização das Nações Unidas e o Conselho de Segurança aprovou a Resolução 39 (1948) e criou a Comissão das Nações Unidas para a Índia e o Paquistão (UNCIP) para investigar e mediar as questões.